# كرامبس
كرامبس (بالإنجليزية: Krampus)‏ هو فيلم رعب وكوميدي أمريكي تم انتاجة عام 2015 من قبل شركة ليجنداري بيكتشرز من إخراج مايكل دورتي.

## القصة
يروي الفيلم قصة ماكس (إيمجاي أنتوني) الشاب الذي تجتمع عائلته المفككة معاً في فترة عطلات رأس السنة، ونتيجة تزايد الشجارات بينهم يقرر ماكس عدم الاحتفال بعطلة عيد الميلاد، ما يؤدي إلى إطلاق العنان لغضب «Krampus»، وهو شخصية قديمة تنتمي إلى الفولكلور الأوروبي، فينطلق الجحيم الذي يحوّل كل رموز الكريسماس المعتادة والمحببة إلى وحوش تدب فيها الحياة. حينها فقط تضطر العائلة المنقسمة إلى التماسك معاً، لأنهم يأملون في البقاء على قيد الحياة.

## الممثلون والشخصيات
- ادم سكوت بدور (توم)
- توني كوليت بدور (سارة)
- كونشاتا فيريل بدور (العمة دوروثي)
- ديفيد كويشنير بدور (هوارد)
- أليسون تولمان بدور (ليندا)
- إيمجاي أنتوني بدور (ماكس)
- يفي جورج بدور (شيروب)
- كريستا ستادلر بدور (أومي)[6]

## الميزانية والإيرادات
بلغت تكلفة إنتاج الفيلم حوالي 15 مليون دولار بينما حقق أرباحا تقدر بـ 42 مليون دولار داخل أمريكا و 61.5 مليون دولار علي مستوي العالم.

## وصلات خارجية
- الموقع الرسمي للفيلم
- كرامبس  على فيسبوك.
- كرامبس على موقع IMDb (الإنجليزية)
- كرامبس على موقع ميتاكريتيك (الإنجليزية)
- كرامبس على موقع روتن توميتوز (الإنجليزية)
- كرامبس على موقع قاعدة بيانات الأفلام العربية
- كرامبس على موقع ألو سيني (الفرنسية)
- كرامبس على موقع Turner Classic Movies (الإنجليزية)
- كرامبس على موقع أول موفي (الإنجليزية)
- كرامبس على موقع بوكس أوفيس موجو (الإنجليزية)
- كرامبس على موقع فيلمافينيتي (الإسبانية)
- كرامبس على موقع قاعدة بيانات الفيلم (الإنجليزية)
- كرامبس علي موقع سينما دوت كوم